# Amphoe Nikhom Nam Un
Amphoe Nikhom Nam Un (Thai อำเภอ นิคมน้ำอูน) ist ein Landkreis (Amphoe – Verwaltungs-Distrikt) im Südwesten der Provinz Sakon Nakhon. Die Provinz Sakon Nakhon liegt in der Nordostregion von Thailand, dem so genannten Isan.

## Geographie
Die Amphoe Nikhom Nam Un grenzt von Norden im Uhrzeigersinn gesehen an die Amphoe Waritchaphum, Phanna Nikhom und Kut Bak in der Provinz Sakon Nakhon, sowie an Amphoe Wang Sam Mo in der Provinz Udon Thani.
Die wichtigste Wasserquelle der Amphoe ist der Nam-Un-Staudamm.

## Geschichte
Nikhom Nam Un wurde am 16. Juni 1975 zunächst als „Zweigkreis“ (King Amphoe) durch die Abspaltung der Tambon Nikhom Nam Un und Nong Pling von der Amphoe Waritchaphum gebildet.
Am 4. Juli 1994 erfolgte schließlich die Hochstufung zu einer vollen Amphoe.
1969 wurde nördlich des heutigen Nikhom Nam Un im Amphoe Phang Khon der Nam-Un-Staudamm errichtet. Die Menschen, deren Land damals überflutet worden war, siedelten sich in Nikhom Nam Un an.

## Verwaltung

### Provinzverwaltung
Der Landkreis Nikhom Nam Un ist in vier Tambon („Unterbezirke“ oder „Gemeinden“) eingeteilt, die sich weiter in 29 Muban („Dörfer“) unterteilen.
| Nr. | Name          | Thai     | Muban | Einw. |
| --- | ------------- | -------- | ----- | ----- |
| 01. | Nikhom Nam Un | นิคมน้ำอูน  | 10    | 5.159 |
| 02. | Nong Pling    | หนองปลิง  | 08    | 3.691 |
| 03. | Nong Bua      | หนองบัว   | 04    | 1.778 |
| 04. | Suwannakham   | สุวรรณคาม | 07    | 4.013 |

### Lokalverwaltung
Außerdem gibt es vier „Tambon-Verwaltungsorganisationen“ (องค์การบริหารส่วนตำบล – Tambon Administrative Organizations, TAO):
- Nikhom Nam Un (Thai: องค์การบริหารส่วนตำบลนิคมน้ำอูน)
- Nong Pling (Thai: องค์การบริหารส่วนตำบลหนองปลิง)
- Nong Bua (Thai: องค์การบริหารส่วนตำบลหนองบัว)
- Suwannakham (Thai: องค์การบริหารส่วนตำบลสุวรรณคาม)